# Пилянкевич Олександр Миколайович
Олександр Миколайович Пилянкевич (16 березня 1933, Коростень — 13 листопада 1989, Київ) — український матеріалознавець, доктор фізико-математичних наук (з 1972 року), професор (з 1973 року), член-кореспондент АН УРСР (з 2 квітня 1976 року), лауреат премії імені І. М. Францевича (1989).

## Біографія
Народився 16 березня 1933 року в місті Коростені (тепер Житомирської області) в сім'ї військовослужбовця. В 1950 році, після закінчення київської школи № 77 поступив в Київський політехнічний інститут, який з відзнакою закінчив в 1955 році і почав працювати в Інституті металокераміки і спеціальних сплавів АН УРСР інженером, молодшим, старшим науковим співробітником, а з 1968 року і до кінця свого життя — завідувачем відділу і заступником директора інституту з наукової роботи.

Могила Олександра Пилянкевича

Помер 13 листопада 1989 року в Києві. Похований на Байковому кладовищі.

## Наукова і педагогічна діяльність
Основні наукової праці присвячені електронній мікроскопії та її застосуванню у вивченні тугоплавких матеріалів. Розробив теорію формування зображення в електронному мікроскопі, дослідив реальну структуру модифікацій нітриду бора, брав участь в створені нового надтвердого інструментального матеріалу — «гексаніту», виступав з науковими доповідями на всесоюзних і міжнародних конференціях в Італії, США та інших країнах, вів велику науково-педагогічну роботу, читав розроблені ним курси лекцій в Київському державному університеті імені Т. Г. Шевченка, здійснював наукове керівництво аспірантами, був членом багатьох наукових товариств.
Автор понад 400 наукових робіт, багатьох монографій, в тому числі:
- «Просвечивающая электронная микроскопия» (1975);
- «Электронные микроскопы» (1976);
- «Анодные описные покрытия на легких сплавах» (1977);
- «Фазовые превращения в углероде и нитраде бора» (1979) та інші.